# Статичний рівень свердловини
Статичний рівень свердловини (рос. уровень статический; англ. static level; нім. statischer Spiegel m) – рівень рідини у свердловині, яка тривало простоює, коли після припинення відбору (закачування) зміна його уже не спостерігається. Р.с. визначає величину пластового тиску в околиці свердловини. Визначається висотою (від вибою) і глибиною (від гирла) розміщення. 
Статичний рівень свердловини – рівень рідини, що встановлюється у свердловині, яка не переливає і сполучена з пластом, після тривалого її простоювання. Вибійний тиск при цьому повинен відновлюватися до пластового, а в стовбурі свердловини тепловий режим повинен відповідати природному. У цьому випадку вага стовпа рідини від положення С.р. до інтервалу розкриття пласта, віднесена до площі поперечного перерізу вертикальної свердловини, буде дорівнювати пластовому тиску у свердловині. Величина С.р. визначається або висотою від середини інтервалу перфорації, або глибиною від гирла свердловини до положення рівня рідини в її стовбурі і вимірюється рівнемірами. Величини С.р., які вираховуються від гирла, можуть бути зведені до інших горизонтальних поверхонь, напр., до рівня моря, до положення водонафтового контакту і т.д. Розрізняють початковий С.р., який фіксується у свердловині до початку відбирання рідини з пласта, і поточний С.р., що фіксується у свердловині, що довго простоює, якщо з оточуючих свердловин проводиться відбирання. Коливання С.р. відбувається не тільки в результаті роботи навколишніх свердловин, але і від різних природних явищ, напр., коливань атмосферного тиску, місячних припливів тощо. 